# Yelena Shushunova
Yelena Lvovna Shushunova (em russo: Елена Львовна Шушунова) (Leningrado, 23 de abril de 1969 – São Petersburgo, 16 de agosto de 2018) foi uma ginasta russa que competiu em provas da ginástica artística pela União Soviética. 
Shushunova disputou os Jogos Olímpicos de Verão de 1988 em Seul, onde conquistou a medalha de ouro no concurso geral.

## Biografia
Shushunova é internacionalmente conhecida como uma ginasta versátil, de força e criatividade. Mais ousada, contribuiu para o desporto com alguns movimentos. Nascida em Leningado, atual São Petersburgo, Yelena começou a treinar no Clube das Forças Armadas, aos sete anos de idade, sem ajustar-se ao modelo tradicional de ginasta, a época.
| “ | Ela era pequena, discreta… outras meninas pareciam ter linhas mais proporcionais… Porém, era dotada de força interna e riqueza de emoções | ” |

## Carreira
Apesar de começar aos onze anos, Shushunova começou a destacar-se na ginástica em 1984, na versão alternativa para os Jogos Olímpicos, aos quinze, após adentrar na equipe principal.

### URSS Júnior
Aos sete anos, Shushunova já fazia parte da equipe nacional soviética, conquistando suas primeiras medalhas no Campeonato Soviético – uma prata no salto e dois bronzes: individual geral e trave. 
Em 1981, Yelena não participara de grandes competições e nem dos Nacionais. Shushunova tem como destaques da carreira enquanto ginasta júnior, as medalhas de ouro no Moscou News de 1982 (agora conhecida como Moscou Estrelas do Mundo) e no Campeonato Europeu Júnior, conquistados aos treze anos de idade. 

### URSS Sênior
Em seu primeiro ano como ginasta sênior, Yelena destacou-se internacionalmente. Assim como vários outros atletas, Shushunova acabou sendo vítima do boicote dos países socialistas aos Jogos Olímpicos de 1984 em Los Angeles. Na época, ela disputou a competição alternativa as Olimpíadas, os Jogos da Amizade. Lá, a jovem ginasta conquistou uma medalha de ouro na competição por equipes e uma de bronze no individual geral.
Em 1985, a atleta venceu o Campeonato Europeu em quatro das seis provas finais: individual geral, salto, barras assimétricas e solo. Na prova da trave, Yelena ficou com a medalha de bronze. Neste mesmo ano, a ginasta ainda disputou o Campeonato Mundial. No ano seguinte, mais vitórias para a ginasta: Venceu a Copa do Mundo e ficou em segundo no Goodwill Games, disputas essas no concurso geral. Em 1987, as soviéticas foram derrotadas pelas romenas tanto na disputa por equipes, quanto no individual geral, na edição do Campeonato Mundial daquele ano. Foram 0,300 ponto no primeiro evento e a vitória de Aurelia Dobre sobre Shushunova. Pouco antes, no Campeonato Europeu realizado em Moscou, nova vitória para as romenas – Deniela Silivas conquistava a medalha de ouro no concurso geral. 
Depois de Seul 1988, Shushunova se retirou, alegando certo esgotamento mental. Naquele momento, o técnico de Dimitri Bilozerchev assumiu a equipe feminina. Ele queria uma ginasta que servisse como exemplo para as mais jovens, no intuito de mostrar como a ginástica deveria ser praticada e Shushunova era quem ele queria. Nesta fase a ginasta deseja apenas descasar por um ou dois meses, mas por essa imposição do técnico, ela acabou não aguentando a rotina estressante e de impulso decidiu aposentar-se.

## Campeonatos mundiais de ginástica artística
Yelena participou de duas edições de Campeonatos mundiais de ginástica artística, conquistando medalhas em ambas.

### Montreal 1985
Um ano após não poder disputar os Jogos Olímpicos de 1984, Shushunova competiu no Campeonato Mundial de Ginástica Artística de 1985. Lá, ela conquistou cinco medalhas no total, sendo três de ouro, uma de prata e uma de bronze.
Na competição por equipes, juntamente a Irina Baraksanova, Vera Kolesnikova, Olga Mostepanova, Oksana Omelianchik, e Natalia Yurchenko, a soviética ficou com a medalha de ouro após o somatório de 393,375 pontos.
No individual geral, ela conquistou nova medalha de ouro, com a nota 78,663, ela ficou empatada com também soviética Oksana Omeliantchik, o bronze ficou com a alemã Dagmar Kersten. Porém este pódio poderia nem ter acontecido - Para competir na final do individual geral era preciso estar entre as três melhores da equipe, e Yelena era a última. Na final por equipes ela tentou melhorar mas só conseguiu chegar à 5ª posição dentro da equipe. No entanto, os técnicos acharam que ela se sairia bem e substituíram uma das três ginastas por ela. No solo, também disputou a final com sua compatriota. Porém, desta vez o ouro foi para Oksana Omeliantchik, que fez a nota 19,900, Shushunova ficou com a medalha de prata, com a nota 19,888, o bronze ficou com a alemã Ulrike Klotz. No salto sobre a mesa, com a nota 19,826, Yelena ficou com a medalha de ouro, a frente da romena Ecaterina Szabo, que ficou com a medalha de prata, e da alemã Dagmar Kersten que ficou com a medalha de bronze. Na trave de equilíbrio, ela terminou a competição com a medalha de bronze, com a nota 19,575, ficando atrás das romenas Daniela Silivaş, que ficou com o ouro e a nota 19,813, e Ecaterina Szabo, que ficou com a medalha de prata e com a nota 19,775.

### Roterdã 1987
No Campeonato seguinte em Roterdã 1987, em que as provas femininas foram dominadas por soviéticas, romenas e alemãs, Shushunova conquistou medalhas em todas as competições que participou, sendo duas delas de ouro, três de prata e uma de bronze.
Na competição por equipes, junto a Svetlana Baitova, Svetlana Boguinskaya, Elena Gurova, Oksana Omelianchik, e Tatiana Tuzhikova, Shushunova conquistou a medalha de prata, ficando atrás da equipe romena liderada por Aurelia Dobre e Daniela Silivaş. No concurso geral, ela ficou com a medalha de prata, após conseguir a nota total de 79,487. A medalha de ouro ficou mais uma vez com a Romênia de Aurelia Dobre, que somou 79,650  e o bronze ficou com a também romena Daniela Silivaş. Na trave de equilíbrio, com a nota 19,775, Yelena ficou com mais uma medalha de prata, ficando novamente atrás da romena Aurelia Dobre, que ficou com a medalha de ouro e com a nota 19,950, o bronze ficou com a também romena Ecaterina Szabo. No solo, encerrou com a medalha de ouro com a nota 20,000, empatada com a romena Daniela Silivaş. Completando o pódio, o bronze ficou com a romena Aurelia Dobre. Nas barras assimétricas, ela conquistou, com a nota 19,913, a medalha de bronze, na primeira posição ficaram empatadas a alemã Dörte Thümmler e a romena Daniela Silivaş, que obtiveram a nota 19,925, e portanto a medalha de ouro. Por fim, no salto, com a nota final de 19,894 ficou com a medalha de ouro, superando as romenas Eugenia Golea e Aurelia Dobre, que ficaram com a prata e o bronze, respectivamente.

## Jogos Olímpicos
Com o boicote da União Soviética aos Jogos Olímpicos de 1984 em Los Angeles, Shushunova não pôde disputar esta edição, e com os resultados dos últimos mundiais, ela foi aos Jogos seguintes como uma das favoritas às medalhas na ginástica artística. 

### Seul 1988
Em Seul 1988, quando todos a julgavam velha demais para participar das Olimpíadas de Seul, estava com 19 anos, voltou forte e com uma das rotinas mais difíceis da competição: Umfull twist Tkatchev nas barras, duplo mortal com 1 e 1/2 Yurchenko e o Shushunova no solo e um Rulfova na trave.
Na primeira competição, a disputa por equipes, ela começou bem, conquistando junto a Svetlana Baitova, Elena Shevchenko, Olga Strazheva, Natalia Laschenova e Svetlana Boginskaya, a medalha de ouro com o total de 395,475 pontos. Ao final das baterias, a soviética detinha o  melhor somatório, fazendo no total 79,675 pontos. No individual geral, ela confirmou as expectativas do bom resultado na competição por equipes, ficando com a medalha de ouro e com o somatório 79,662, apenas 0,025 ponto a mais que a romena Daniela Silivaş, que ficou com a medalha de prata. O bronze foi para a também soviética Svetlana Boginskaya. Nas barras assimétricas, ficou com a medalha de bronze, com a nota 19,962, ficando atrás da romena Daniela Silivaş, que ficou com o ouro, e da alemã Dagmar Kersten, que ficou com a medalha de prata.
Desse modo, Shushunova fechou os Jogos Olímpicos de 1988 com duas medalhas de ouro e uma de bronze, sendo assim um dos grandes destaques da ginástica feminina, ao lado da também soviética Svetlana Boginskaya, que ficou com dois ouros, uma prata e um bronze, e da romena Daniela Silivaş, que subiu ao pódio em todas as provas, com três ouros, duas pratas e um bronze.

## Principais resultados
| Ano  | Evento                                    | AA                | Equipe           | Salto sobre o cavalo | Trave             | Barras assimétricas | Solo              |
| ---- | ----------------------------------------- | ----------------- | ---------------- | -------------------- | ----------------- | ------------------- | ----------------- |
| 1980 | Campeonato Soviético (júnior)             | Medalha de bronze |                  | Medalha de prata     |                   | Medalha de bronze   |                   |
| 1981 | Riga Internacional (júnior)               |                   |                  |                      |                   |                     | Medalha de bronze |
| 1982 | Campeonato Europeu (júnior)               |                   |                  |                      |                   |                     | Medalha de ouro   |
| 1983 | Copa Chunichi                             | Medalha de prata  |                  |                      |                   |                     |                   |
| 1983 | Campeonato Soviético (júnior)             | Medalha de bronze |                  |                      |                   | Medalha de prata    | Medalha de ouro   |
| 1984 | Copa Chunichi                             | Medalha de prata  |                  | Medalha de ouro      | Medalha de ouro   |                     | Medalha de ouro   |
| 1984 | Campeonato Soviético                      |                   |                  | Medalha de ouro      |                   | Medalha de bronze   | Medalha de ouro   |
| 1985 | Campeonato Europeu                        | Medalha de ouro   |                  | Medalha de ouro      | Medalha de bronze | Medalha de ouro     | Medalha de ouro   |
| 1985 | Campeonato Soviético                      | Medalha de ouro   |                  | Medalha de ouro      | Medalha de bronze | Medalha de ouro     | Medalha de ouro   |
| 1985 | Copa Soviética                            | Medalha de prata  |                  |                      |                   |                     |                   |
| 1986 | Jogos da Amizade                          | Medalha de prata  | Medalha de ouro  | Medalha de ouro      | Medalha de prata  | Medalha de ouro     | Medalha de ouro   |
| 1986 | Copa do Mundo                             | Medalha de ouro   |                  | Medalha de ouro      | Medalha de bronze | Medalha de ouro     | Medalha de ouro   |
| 1987 | Campeonato Soviético                      | Medalha de ouro   |                  | Medalha de prata     | Medalha de bronze | Medalha de ouro     | Medalha de prata  |
| 1987 | Campeonato Europeu                        | Medalha de bronze |                  | Medalha de ouro      |                   |                     |                   |
| 1987 | Campeonato Mundial de Ginástica Artística | Medalha de prata  | Medalha de prata | Medalha de ouro      | Medalha de bronze | Medalha de prata    | Medalha de ouro   |
| 1988 | Jogos Olímpicos                           | Medalha de ouro   | Medalha de ouro  | 8º                   | Medalha de prata  | Medalha de bronze   | 7º                |
| 1988 | Campeonato Soviético                      | Medalha de prata  |                  | Medalha de prata     | Medalha de ouro   | Medalha de ouro     |                   |
| 1991 | Campeonato Mundial Profissional           |                   |                  |                      |                   |                     | Medalha de ouro   |

## Vida após a ginástica
Yelena aposentou-se parcialmente após os Jogos Olímpicos de 1988 - encerrando a carreira em definitivo no ano de 1991 passando a viver em sua cidade natal São Petersburgo. 
Yelena passou por um período recolhida, nos três anos seguintes ela participou de algumas disputas profissionais. Ao levar o carro para o conserto, devido a um acidente, acabou conhecendo seu marido, mecânico de automóveis, com quem tem um filho de sete anos. Por volta de 1993 tomou conhecimento da realização do Goodwill Games em sua cidade natal. Inspirada, desde este momento, Shushunova vem trabalhando no comitê de esportes da cidade.
Shushunova ajudou a organizar o Campeonato Europeu de Ginástica Artística de 1998, em São Petersburgo. Em 2004 foi condecorada membro do International Gymnastics Hall of Fame.
Faleceu em 16 de agosto de 2018 aos 49 anos de idade, em decorrência de complicações oriundas de pneumonia.